# Knut V. Engelhardt

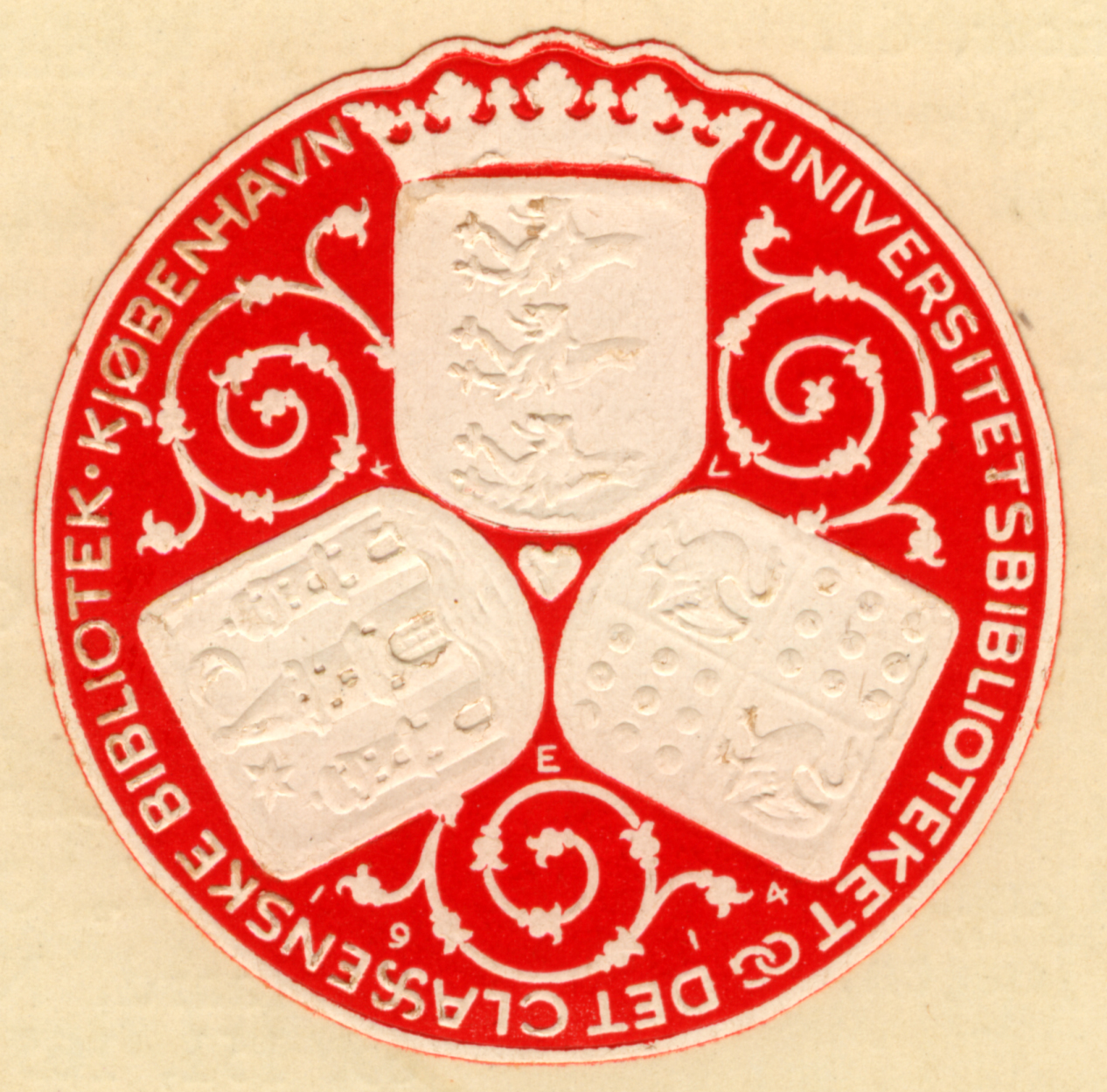
Köpenhamns unibersitetsbiblioteks sigill

Knud Valdemar Engelhardt, född 11 februari 1882 i Köpenhamn, död 15 april 1931 i Frederiksberg, var en dansk arkitekt, formgivare och boktryckare.
Knut V. Engelhardts föräldrar var kassören i Bikuben bank Valdemar Daniel Julius Engelhardt och Petrea Juliane Ellebye. Han utbildade sig på Teknisk Skole i Köpenhamn och blev murargesäll. Han studerade också på Kunstakademiets förberedande kurs 1901, Han gick tre terminer Kunstakademiets Arkitekturskole, men bytte sedan till Dekorasionsskolan under Joakim Skovgaard 1911-15. Han var också lärare på olika ritskolor och hade egen ritskola från 1909.
Knud V. Engelhardt tog sin utgångspunkt i Thorvald Bindesbøll och Joakim Skovgaards arbeten och var Danmarks första funktionalistiske arkitekt.
Han förblev ogift. Hans livsverk är inkluderat i Danmarks kulturkanon.